# 前田完治
前田 完治（まえだ かんじ、1934年〈昭和9年〉7月19日 - 2011年〈平成23年〉3月29日）は、日本の出版者。三修社社長、日本青年会議所会頭、日本電子出版協会初代会長、 日本書籍出版協会副理事長などを務めた。
三修社社長時代の1985年10月に、日本初の商品化CD-ROM「最新科学技術用語辞典」を発売、翌年7月には日本電子出版協会（JEPA）初代会長に就任するなど、出版物の電子化に尽力した。

## 来歴
- 1934年 - 生誕
- 1965年 - 三修社社長に就任（-2006年）
- 1970年 - 日本書籍出版協会（JBPA、以下書協と表記）の理事に就任（-1971年、1976-1979年）[3]
- 1972年 - 東京青年会議所理事長（第23代）を務める[4]
- 1974年 - 日本青年会議所会頭（第23代）を務める[5]
- 1980年 - 書協の常任理事（-1995年）および国際委員会委員長（-1997年）に就任
- 1986年7月 - 日本電子出版協会（JEPA）初代会長に就任（-1996年）
- 1988年6月 - 書協の電子出版委員会会長に就任（-1993年）
- 1994年1月 - アジア・太平洋出版連合（APPA[6]）の実務者会議議長に就任[7]
- 1996年 - 書協の副理事に就任（-2006年）
- 1999年4月- 書協の納本制度・電子図書館対策委員会会長に就任（-2000年3月）
- 2006年4月 - 三修社社長を辞任。新社長は長男の前田俊秀。
- 2011年3月29日 - 肺炎で死去[8]
- 2011年12月 - 第5回「JEPA電子出版アワード」個人特別表彰を受ける[9]